# Nick Olij
Nick Olij (* 1. August 1995 in Haarlem) ist ein niederländischer Fußballtorhüter.

## Karriere

### Verein
Aus der Jugend von Koninklijke HFC wechselte er zur Saison 2011/12 in die U17 von AZ Alkmaar, wo er dann auch alle weiteren Stationen bestritt. Zur Spielzeit 2014/15 ging es für ihn dann in die zweite Mannschaft, wo er dann in verschiedensten Spielen auch zum Einsatz kam. Zur Spielzeit 2015/16 rückte er dann auch in den Kader der ersten Mannschaft auf, kam aber weiterhin erst einmal nur in der zweiten weiter zum Einsatz. Nachdem die Beloften Eredivisie aufgelöst worden war, trat er mit der Zweiten Mannschaft dann ab da in der Tweede Divisie an, wo dem Team aber auch zur Saison 2017/18 der Aufstieg in die Eerste Divisie gelang. In seiner ganzen Zeit hier war sein einziger Einsatz für die erste Mannschaft von AZ eine Achtelfinalpartie im KNVB Beker. Zur Saison 2018/19 wurde er schließlich an TOP Oss verliehen, wo er prompt die Position des Stammtorhüters einnahm. Am 30. Spieltag zog er sich bei einer 0:3-Niederlage gegen Almere City jedoch einen Unterarmbruch zu und fiel so für den Rest der Spielzeit aus. Nach dem Ende seiner Leihe endete dann schlussendlich auch sein Vertrag mit AZ und er wechselte ablösefrei zu NAC Breda. Dort machte er es wie in seiner Zeit bei TOP und wurde wieder zum Stammtorhüter, wobei er in der Saison 2021/22 schließlich sogar als Kapitän die Mannschaft anführte. Wie auch schon mit TOP verfehlte er mit seinem Team hier aber stets den Aufstieg in die Eredivisie.
So machte er zur Spielzeit 2022/23 schließlich selbst den Wechsel in die Liga, indem er sich Sparta Rotterdam anschloss. Auch bei seiner dritten Station nach AZ nahm er hier sofort wieder die Rolle des Stammtorhüters ein, womit er, wenn ich nicht gerade verletzt war, immer durchspielt.
Im Sommer 2025 wechselte Olij zur PSV Eindhoven und unterzeichnete einen Vierjahresvertrag.

### Nationalmannschaft
Mit der niederländischen U17-Nationalmannschaft bestritt er ab Februar 2012 mehrere Freundschaftsspiele und qualifizierte sich anschließend mit seinem Team auch für die Europameisterschaft 2012, wo er als Stammtorhüter mit seiner Mannschaft Europameister wurde. Nach ein paar weiteren Einsätzen im selben Jahr mit der U18, gehörte er im Jahr 2013 auch bei der U19 mit zum Kader. Nach der erfolgreichen Qualifikation für deren Europameisterschaft 2013 zuvor verblieb er bei diesem Turnier aber noch immer auf der Bank.
Während der Qualifikation für die Europameisterschaft 2024 erhielt er im Oktober 2023 eine erste Nominierung für die A-Nationalmannschaft, kam hier aber nicht zum Einsatz.